# Вкус армагеддона
«Вкус армагеддона» (англ. «A Taste of Armageddon») — двадцать третий эпизод первого сезона американского научно-фантастического телесериала «Звёздный путь», впервые вышедший на телеканале NBC 23 февраля 1967 года.

## Сюжет
В звёздную дату 3192.1 звездолёт Федерации Энтерпрайз под командованием Джеймса Тиберия Кирка приближается к планете Эминиар VII для установления дипломатических отношений. На борту корабля присутствует посол Роберт Фокс с дипломатической миссией, помимо Эминиара он собирается установить дипломатические отношения и с её соседней планетой Вендикар. Об этих планетах известно очень мало. Однажды к ним отправился звездолёт Федерации «Валиант», благодаря чему стало известно, что эти планеты воевали, однако вскоре корабль пропал.
С Эминиара приходит сообщение, приказывающее ни при каких обстоятельствах не приближаться, но капитан Кирк под давлением посла Фокса вынужден не менять курс, проигнорировав предупреждение. Кирк, Спок и ещё несколько членов команды телепортируются на планету, где их встречает Миа, которая провожает людей в Планетарный совет. Во время разговора с представителями Эминара раздаётся сигнал тревоги и земляне узнают, что планета атакована с Вендикара. Оказалось, что война всё ещё ведётся. Хотя Миа сказала гостям, что на город упала водородная бомба, люди никак это не почувствовали и никакие приборы не зарегистрировали взрыв. Выясняется, что вместо физического сбрасывания бомб воюющие обмениваются компьютерными атаками: компьютер просчитывает взрыв и попавшие в его радиус люди должны прибыть в камеры дезинтеграции для уничтожения. Анан сообщает Кирку, что по расчётам компьютера он, его команда и корабль подверглись атаке, а следовательно должны быть уничтожены. Десант берут под стражу, а на корабль отправляют фальшивое сообщения якобы от капитана с приказом всему экипажу взять увольнение на берег. Но Скотт и МакКой распознают подделку и не выполняют ложного приказа. Миа говорит Кирку, что и она будет уничтожена.
После того, как Скотти отказался отправлять вниз команду, «Энтерпрайз» атакуют с планеты, но на корабле были активированы силовые щиты, поэтому он не пострадал. Посол Фокс не верит, что атака была осмысленной и связывается с планетой. С ним говорит Анан, по словам которого система безопасности допустила ошибку и атаковала звездолёт. Фокс просит Скотта убрать щиты, но тот даёт категоричный отказ, аргументируя это тем, что подчиняется только капитану Кирку. Фокс телепортируется на Эминиар, где его берут под стражу и готовят к смерти. В это время Споку с помощью телепатии удаётся выбраться из камеры. По дороге им встречается Миа, идущая в камеру дезинтеграции. Десант уничтожает этот аппарат. Капитан Кирк в поисках коммуникаторов находит Анана, но тот незаметно вызывает охрану, и капитана обезвреживают.
Анан открывает канал связи, чтобы Кирк приказал команде спуститься, но тот кричит, чтобы Скотти через два часа исполнил приказ 24. Этот приказ означает уничтожение планеты. Кирк выхватывает оружие у одного из охранников и, угрожая им, собирает всех в угол, в это время в помещение входит Спок со своей командой и посол Фокс. Кирк стреляет в компьютер, а Анан в отчаянии кричит, что это является нарушением договора, и Вендикар теперь будет использовать настоящее оружие. Кирк, напротив, считает, что это положит конец войне. Он говорит, что на Вендикаре сейчас испуганы не меньше, а посол Фокс имеет опыт в дипломатических вопросах.

## Отзывы
Зак Хэндлен из The A.V. Club дал эпизоду оценку «B+», раскритиковав однако сюжет, который назвал классически неправдоподобным. Но несмотря на это Хэндлен похвалил амбиции истории.
В 2016 году The Hollywood Reporter поставил эпизод на 53-е место среди лучших телевизионных эпизодов всех телевизионных франшиз «Звёздный путь», включая живые выступления и мультсериалы, но не считая фильмы.